# Josep Vicenç Foix i Mas

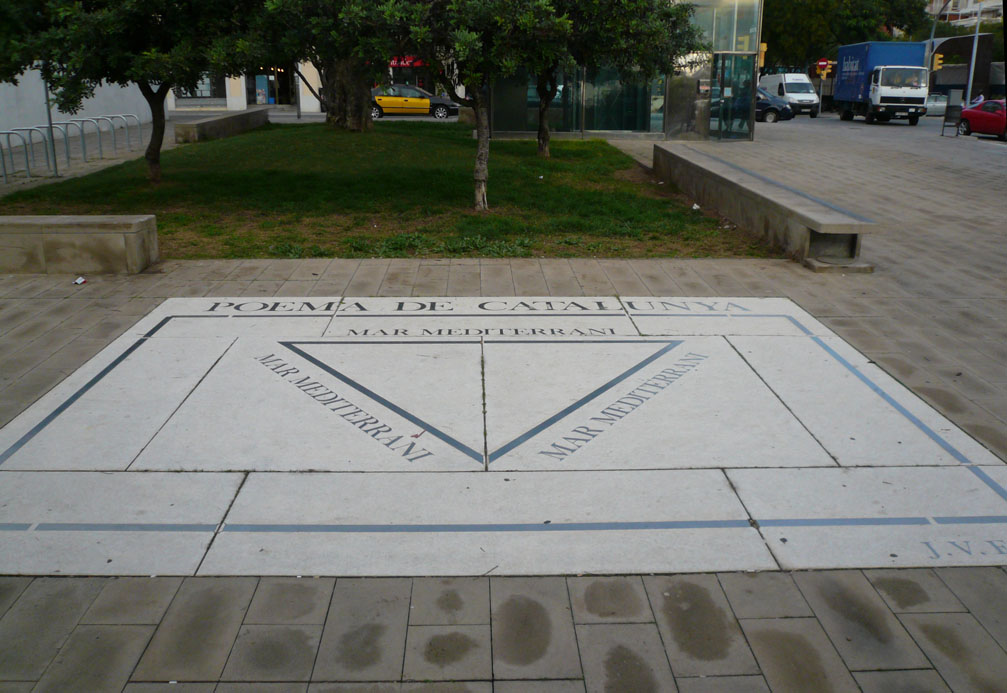
Obra realitzada el 2002 al paviment de la Via Augusta a Sarrià sobre un cal·ligrama de J.V. Foix publicat el 1920 a la revista La Cònsola

Josep Vicenç Foix i Mas   (Sarrià, 28 de gener de 1893 - Barcelona, 29 de gener de 1987), conegut com a J.V. Foix, fou un poeta, periodista i assagista català, un dels més destacats de les avantguardes literàries catalanes.

## Biografia

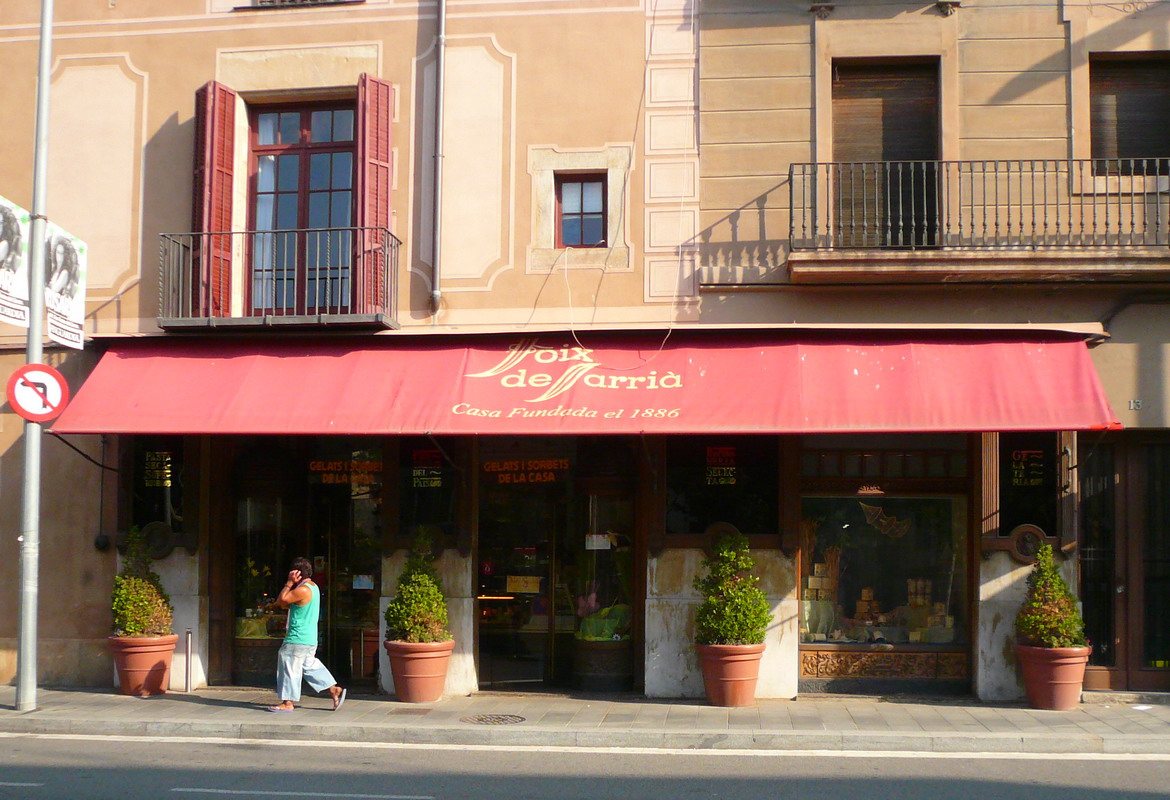
La pastisseria Foix, el negoci familiar de la família de Josep Vicenç Foix.

Fill de Josep Foix i Ribera, pastisser originari dels Torrents (al Solsonès), i de Paulina Mas i Rubinat, de Manresa, nasqué al carrer Major de Sarrià, 57, on era la confiteria familiar. Anà a l'Escola Municipal, al carrer del Clos, 26-28, avui desapareguda. Inicià els estudis de dret a la Universitat de Barcelona, però els abandonà al segon curs per continuar el negoci de la pastisseria familiar alhora que començava el seu interès per la lectura de clàssics com Lord Byron, Dante Alighieri o Charles Baudelaire.

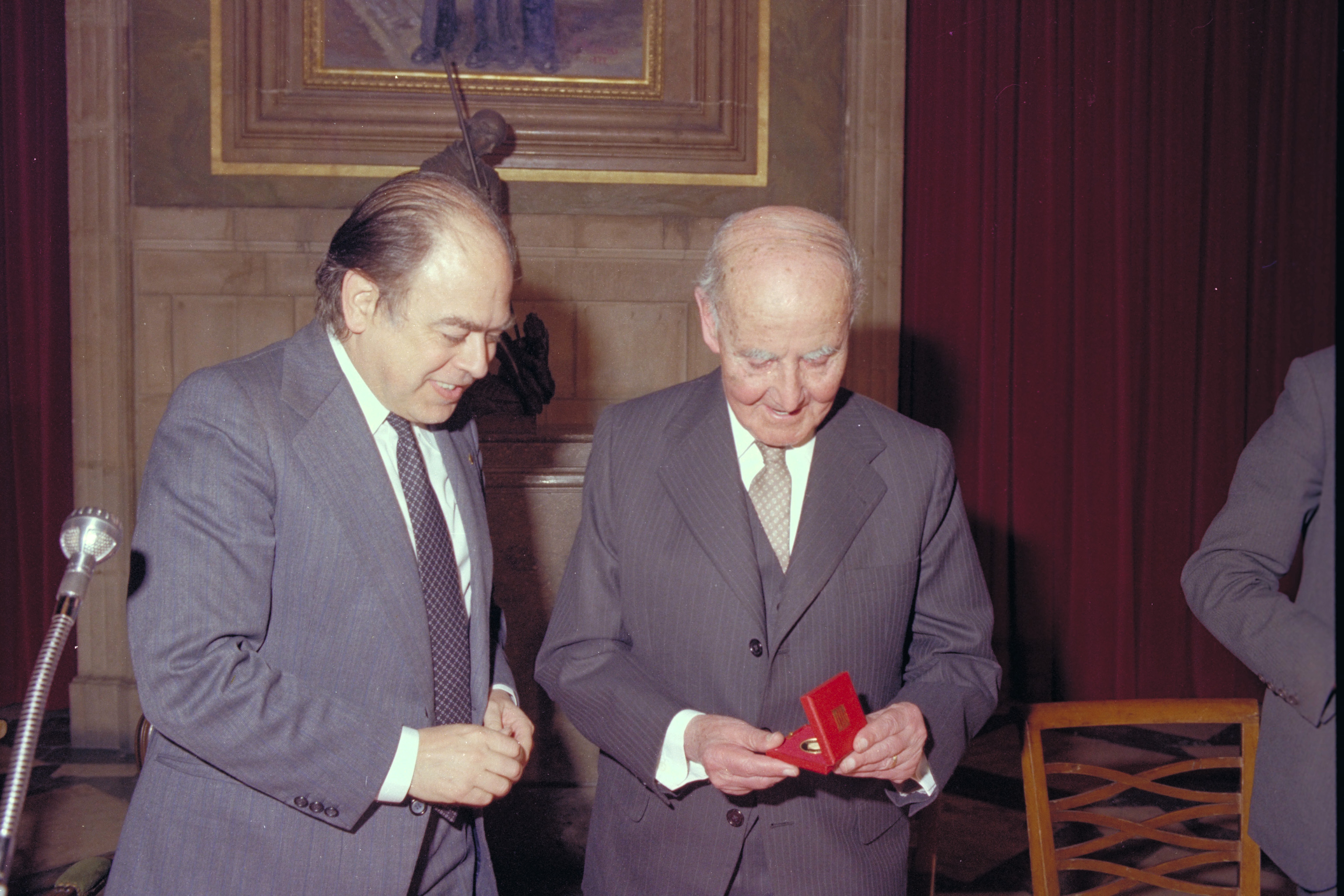
Josep Vicenç Foix rebent la Medalla d'Or de la Generalitat de Catalunya.

A principis del segle xx entrà en contacte amb els intel·lectuals barcelonins de l'època i especialment amb els poetes Josep Maria López-Picó, Salvat-Papasseit, Carles Riba, Joaquim Folguera i Josep Carbonell i Gener, que evoca a les proses autobiogràfiques de Catalans de 1918. Gràcies a Joaquim Folguera, l'any 1916 entra a participar en La Revista on publica els primers poemes (1917) i hi fa col·laboracions articulístiques sobre art, literatura i, fent estela del periodisme, interessant-se al mateix temps pel moviment artístic avantguardista, tant literàriament com pictòricament.
Va ser també l'animador de la revista sarrianenca La consola (1919-1920), on inserí ja algun cal·ligrama. Per conciliar l'avantguardisme i el nacionalisme, edità, amb Josep Carbonell i Gener, Monitor (1921-23), i es convertí en un dels fundadors més actius d'Acció Catalana (1922). Dirigí el butlletí d'aquest grup i la darrera etapa de la revista Trossos, de Josep Maria Junoy i Muns. Fou un dels fundadors de l'Aeroclub de Catalunya (símbol de la seva actitud d'avantguarda). Va ser redactor de L'amic de les arts (1926-1928) de Sitges, i de Quaderns de Poesia (1935-1936), on figuren els seus principals textos teòrics sobre l'avantguarda. Fou amic de Dalí, Miró, Éluard i García Lorca. En finalitzar la Guerra Civil espanyola, en el moment de la consolidació de l'objecte surrealista, va retornar al negoci familiar, deixant a un costat per un temps les seves inquietuds artístiques. També es va dedicar a recopilar la seva obra poètica i va continuar donant suport als joves artistes d'avantguarda, entre ells Joan Brossa que sempre agraí el seu mestratge tècnic.
Fou un home solitari, fins que a l'estiu de 1931 es casà amb Victòria Gili i Serra, de 22 anys, filla de l'editor Lluís Gili. Se separaren el 1948, sense fills, i Victòria morí el 1982. Des del casament fins que morí, visqué al carrer de Setantí, 9 3r 2a.
El 25 de maig de 1962 es va convertir en membre de l'Institut d'Estudis Catalans. La seva obra va adquirir més popularitat arran de la musicalització del seu poema És quan dormo que hi veig clar pel cantautor Joan Manuel Serrat.
L'any 1961 rebé el Premi Lletra d'Or per la seva obra de 1960 Onze Nadals i un Cap d'Any i el 1985 el Premi de la Crítica de poesia catalana per Cròniques de l'ultrason. Al llarg de la seva vida va rebre diverses distincions, entre les quals destaquen el Premi d'Honor de les Lletres Catalanes (1973), la Medalla d'Or de la Generalitat de Catalunya (1981) i el Premi Nacional de les Lletres Espanyoles (1984). Aquell mateix any, el Parlament de Catalunya el va proposar per al Premi Nobel de Literatura.
Des de l'any 1988 és consultable a la Biblioteca de Catalunya una part de la seva biblioteca personal. L'altra és propietat de la Fundació J. V. Foix, així com el seu arxiu.
Per la seva transcendència literària i local al barri de Sarrià, se li han dedicat l'Avinguda de Josep Vicenç Foix, l'Escola Poeta Foix i la Biblioteca de Sarrià.

## Obra
Tant la seva poesia com la seva prosa són un miratge sensual del paisatge i el caràcter català. A través de la identificació entre el significat, el mot substrat, la paraula, forma, cal·ligrafia i la terra, J.V. Foix va aconseguir una poesia autèntica, no falsejada. En la seva vida, on es va formar en els ambients noucentistes, va rebre la seva rigorosa exigència en el domini de la llengua catalana. I gràcies a aquesta autenticitat fixada en la seva terra, emprant totes les formes de la llengua, amb independència del seu origen o moment històric, per donar testimoni de la seva riquesa. Tot i no ser un surrealista, emprava les eines que aquest moviment li donava en les seves investigacions poètiques, i durant tota la seva vida, el poeta va estimar la juxtaposició d'imatges folles en colors violents, molt sovint de tints onírics, com per exemple Gertrudis, però mai d'un intel·lectualisme rectangular, sòlid i inflexible.
La seva obra, allargada durant seixanta anys, és temàticament molt variada, redactada en tres estils diferents: els poemes en prosa, els sonets com Sol, i de dol, i els poemes en vers com Les irreals omegues, estils que va treballar simultàniament. Així i tot, el punt central en literatura, allò que la construeix i la diferencia de la pastisseria: la forma, la paraula, es manté igual. És un estil difícil de comprendre: el seu lèxic no és vast, però sí oblidat. Molts dels seus poemes reclamen la lectura simultània d'un diccionari. Els desficis simbolistes de Gertrudis, les bromes prosístiques de la seva última edat, el misticisme del recull final del Sol, i de dol (segurament la porció més perfecta de la poesia catalana); tots respiren a través dels mateixos porus.
J.V. Foix era un autor preocupat per la qualitat del seu llenguatge i per les exigències del seu estil. Les paraules que fa servir són curtes, dures, curulles de ressonàncies acolorides, molt sovint intraduïbles. Intraduïbles a la resta de llengües, però, sobretot, intraduïbles al llenguatge estàndard, massificat i periodístic. Aquest valor musical compensa un cert automatisme en la factura de parelles adjectiu-nom, on l'adjectiu deixa de ser únic per al nom, descriptor necessari, i cau en la buidor (per exemple: so extrem, creença extrema. En canvi, el famós «pintar extrem» dels moderns està ple de sentit).
El poeta tanca en la forma noble del sonet i la llengua pedrenca del segle xiii les imatges i els sentiments més moderns, de tal forma que aconsegueix la identificació i l'intercanvi dins el temps i entre els segles.

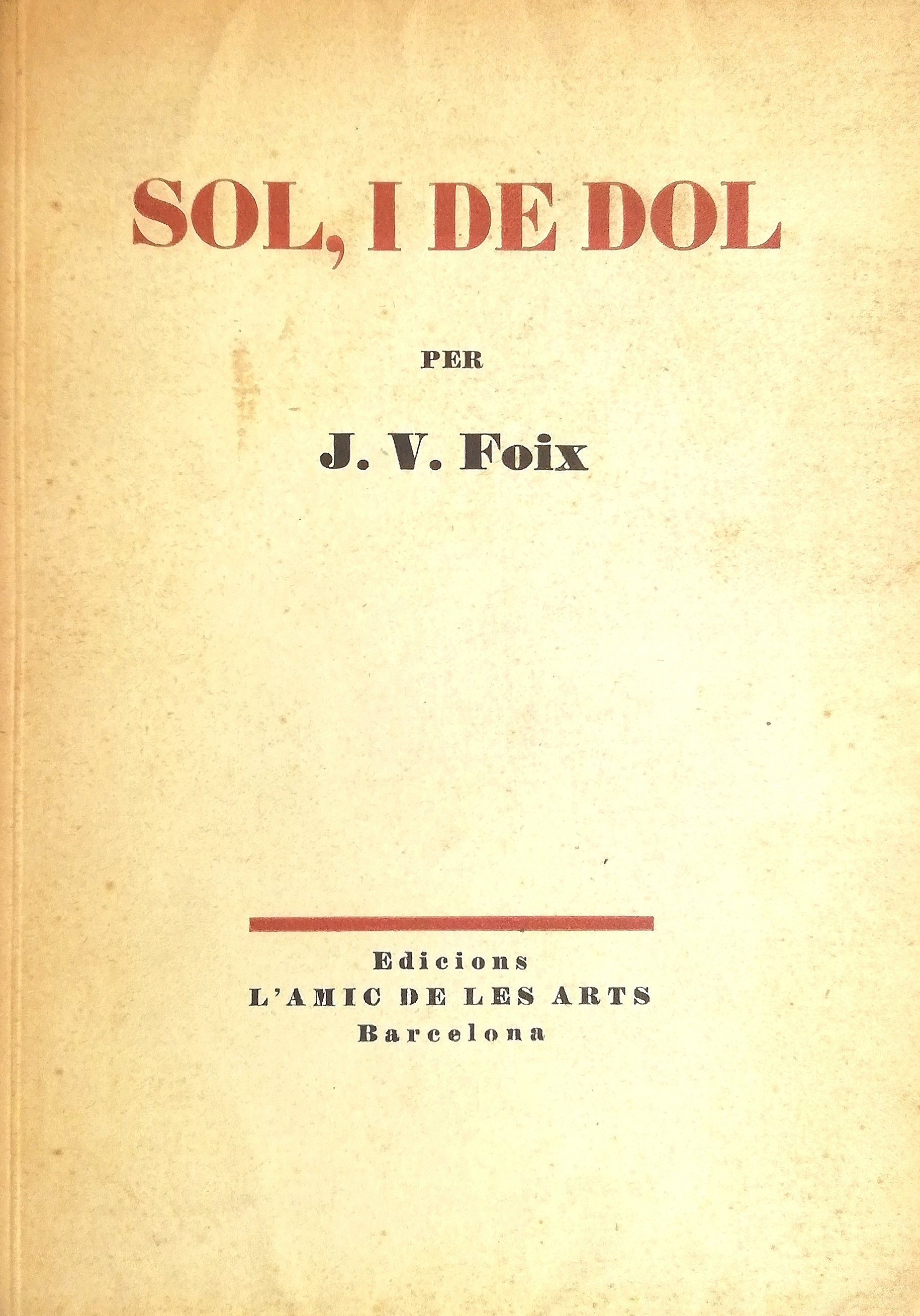
SOL, I DE DOL. Un dels primers exemplars, editat a Barcelona el 1947, tot i que a l'interior del llibre el dataven de 1936 per saltar-se la censura franquista. Compta amb il·lustracions de Josep Obiols

## Publicacions

### Poesia
- 1947: Sol, i de dol
- 1949: Les irreals omegues
- 1953: On he deixat les claus...
- 1960: Onze Nadals i un Cap d'Any
- 1964: Desa aquests llibres al calaix de baix
- 1974: Obres completes I, poesia 1971-1973

### Prosa poètica
- 1927: Gertrudis
- 1929-1931: Telegrames (publicat 2005)
- 1932: KRTU
- 1956: Del "Diari 1918"
- 1963: L'estrella d'en Perris
- 1969: Darrer comunicat
- 1971: Allò que no diu "La Vanguardia"
- 1972: Tocant a mà
- 1979: Obres completes II
- 1985: Cròniques de l'ultrason
- 1997: Poemes esparsos

### Retrats literaris
- 1965: Catalans de 1918

### Articles periodístics
- 1969: Els lloms transparents
- 1971: Mots i maons, o a cascú el seu
- 1985: Obres completes III (articles entre 1921 i 1936)

## Rutes literàries
La ruta literària de Josep Vicenç Foix es desenvolupa principalment en dos indrets de Catalunya, els quals van ser molt significatius durant la vida de l'autor i que, conseqüentment, es veuen representats en la seva obra poètica: el barri de Sarrià (Barcelona) i el Port de la Selva. La Fundació J. V. Foix, entitat que es constitueix l'any 1991, amb la seu a Barcelona, teixeix un seguit de rutes literàries amb l'objectiu de preservar i difondre l'obra del poeta surrealista, així com la relació que va tenir amb aquests diferents espais de Catalunya.
El barri de Sarrià és l'escenari més significatiu del poeta, ja que és on neix, passa gran part de la seva vida i, finalment, mor a noranta-quatre anys, en el cim del seu prestigi literari. Aquesta ruta literària per Sarrià uneix punts on el poeta va viure situacions quotidianes i que tenen relació amb la seva obra, a través de descripcions o amb referències explícites.
Es tracta d'un trajecte circular, que comença i acaba a la casa natal de J. V. Foix, al carrer Major número 57 de Sarrià, lloc on també hi ha la pastisseria Foix, el negoci familiar que el poeta es veu obligat a tirar endavant a causa de la mort del seu pare i que, conseqüentment, el va allunyar de la seva activitat periodística i cultural. Tanmateix, durant la ruta es visiten indrets de la ciutat com ara el carrer de la Creu, a la cantonada de Clos de Sant Francesc; el Centre Excursionista “Els Blaus”, el carrer de Bonaplata, el monestir de Pedralbes, la plaça del Monestir, el Passeig de la Reina Elisenda, el Pont del Passeig, la plaça de Sarrià i el Carrer Hort de la Vida. A més, durant el recorregut, s'intenta posar en escena el visitant, fent lectures de poesies vinculades amb aquests diferents llocs del barri.
Per altra banda, el Port de la Selva és un altre punt de referència en la trajectòria literària de J. V. Foix, ja que esdevindrà una font d'inspiració, fins al punt que el poeta hi compra una casa de pescadors a segona línia de mar. Hi va per primera vegada l'any 1924, atret pel que n'escriuen Josep M. De Segarra, Alexandre Plana i Josep Pla, i, a partir de llavors, es converteix en la seva destinació els mesos d'estiu i un escenari que desencadenarà nombrosos poemes.
Aquesta ruta literària pel Port de la Selva comprèn un recorregut de 2,5 km, amb el qual el visitant pot descobrir diferents escenaris que van ser presents en el procés creatiu del poeta. Comença a l'inici del passeig del Port de la Selva, el paisatge més clàssic del poble, i passa pel monòlit de l'avinguda de J. V. Foix, el Cafè de la Marina, l'Hotel Comerç, l'Església de Nostra Senyora de les Neus, el Mol de la Timba, la Plaça Pol Nadal i Mallol, el Moll d'en Pere Pi, la Casa de Foix, el Port de Reig, les Clisques i, finalment, la platja de La Tamariua. Complementàriament, també es fan lectures de poesies de Foix que parlen de la gent, l'entorn, les cales, les cases, etc., que tant el van fascinar d'aquest poble, així com l'empremta del pas del temps.